# Jakovlev Jak-42
Jakovlev Jak-42 je sovětský třímotorový proudový dopravní letoun pro zhruba 100 cestujících na krátké tratě z konce 70. let. Vychází z typu Jak-40, oproti kterému je větší a má šípovitá křídla (23°). Byl to první sovětský stroj s moderními dvouproudovými motory, zamýšlený jako náhrada za zastarávající letouny první generace Tupolev Tu-134, respektive turbovrtulové Antonov An-24 a Iljušin Il-18. Označení v kódu NATO je Clobber. 

## Vývoj

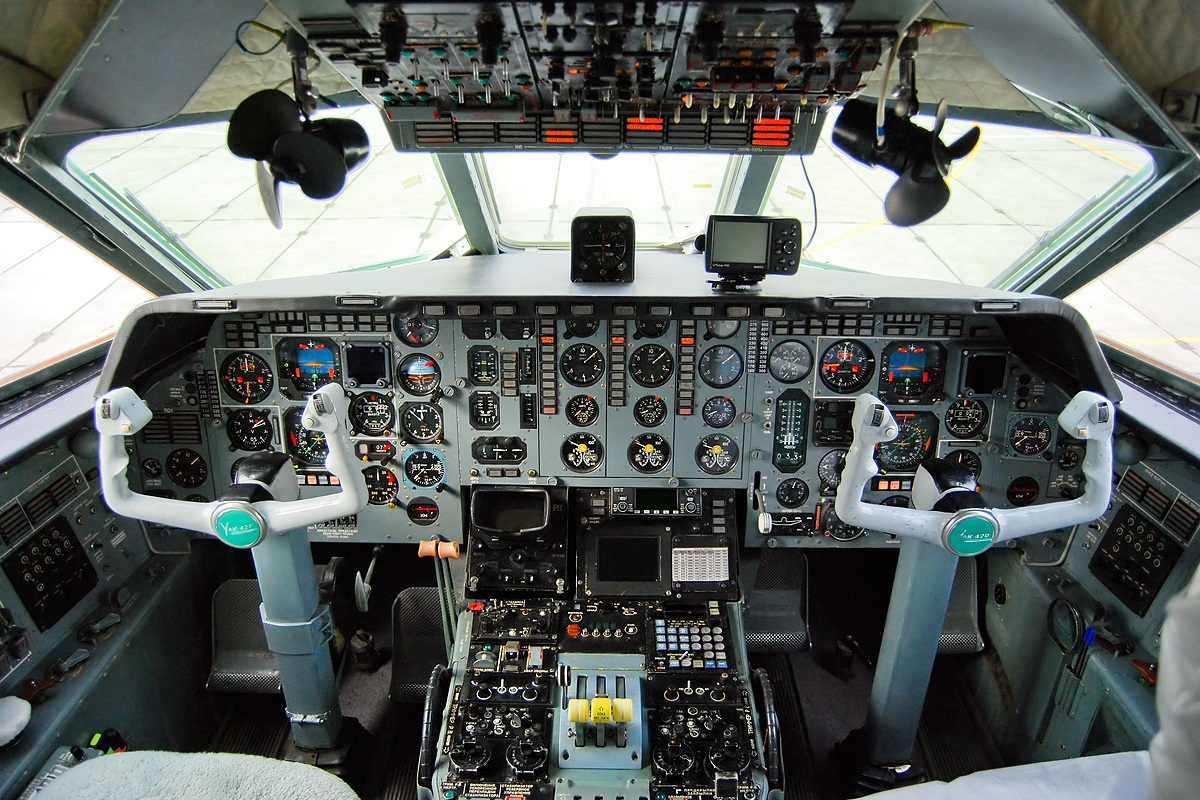
Kokpit stroje Jak-42

První prototyp Jak-42 (imatrikulace CCCP-1974), ještě s šípovitostí křídla jen 11°, zalétal Arsenij Leonidovič Kolosov 7. března 1975 a nesplnil zpočátku všechna očekávání. Druhý a třetí prototyp (CCCP-42303) již měly definitivní šípovitost 23°. Letoun byl zaveden do služby až 22. prosince 1980 na lince Moskva–Krasnodar; od července 1981 rovněž na mezinárodní linky Leningrad–Helsinky a Doněck–, respektive Kyjev–Praha. Nadějné vyhlídky letounu ovlivnila tragická nehoda v červnu 1982, při které vinou chybně navrženého ovládacího systému došlo ke ztrátě kontroly nad vodorovnou ocasní plochou, a následně až do října 1984 bylo všech 38 vyrobených strojů uzemněno. Přestože to byla v historii jediná ztráta způsobená závadou stroje, Jak-42 už nikdy nedosáhl masového rozšíření: vyrobilo se ho méně než 190 ks, násobně méně než předchozích srovnatelných typů, které tak zůstaly v provozu až do přelomu století.
Po opětovném uvedení do provozu byl stroj modernizován, byla zavedena i verze pro nákladní dopravu, stejně jako v 90. letech populární salónní VIP verze. Do verze Jak-42(D)-100 byla též kvůli exportu nabízena zahraniční avionika. Byly rozpracovány i další verze, dokonce Jak-242 se dvěma motory pod křídlem (vycházející z dalšího projektu Jak-42M s prodlouženým trupem a novým křídlem), jejímu dokončení ale zabránilo prudké zhoršení ekonomiky po rozpadu SSSR; vzdáleným pokračovatelem je Irkut MS-21.
Vyvezlo se pouze 8 kusů do Číny (mj. pro vojenské letectvo) a 4 na Kubu. V červenci 2018 bylo v komerčním provozu 23 strojů Jak-42. Provozovaly je Ižavia (10), KrasAvia (9), Black Sea Airlines (2) a Turuchan (2). Čtyři stroje ukrajinské společnosti DonbassAero byly zničeny v říjnu 2014 během bojů o letiště Doněck. 
V letech 1994–1996 měla letouny Jak-42 pronajaty česká společnost Škoda Air pro charterové lety z letiště Brno-Tuřany.

## Konstrukce

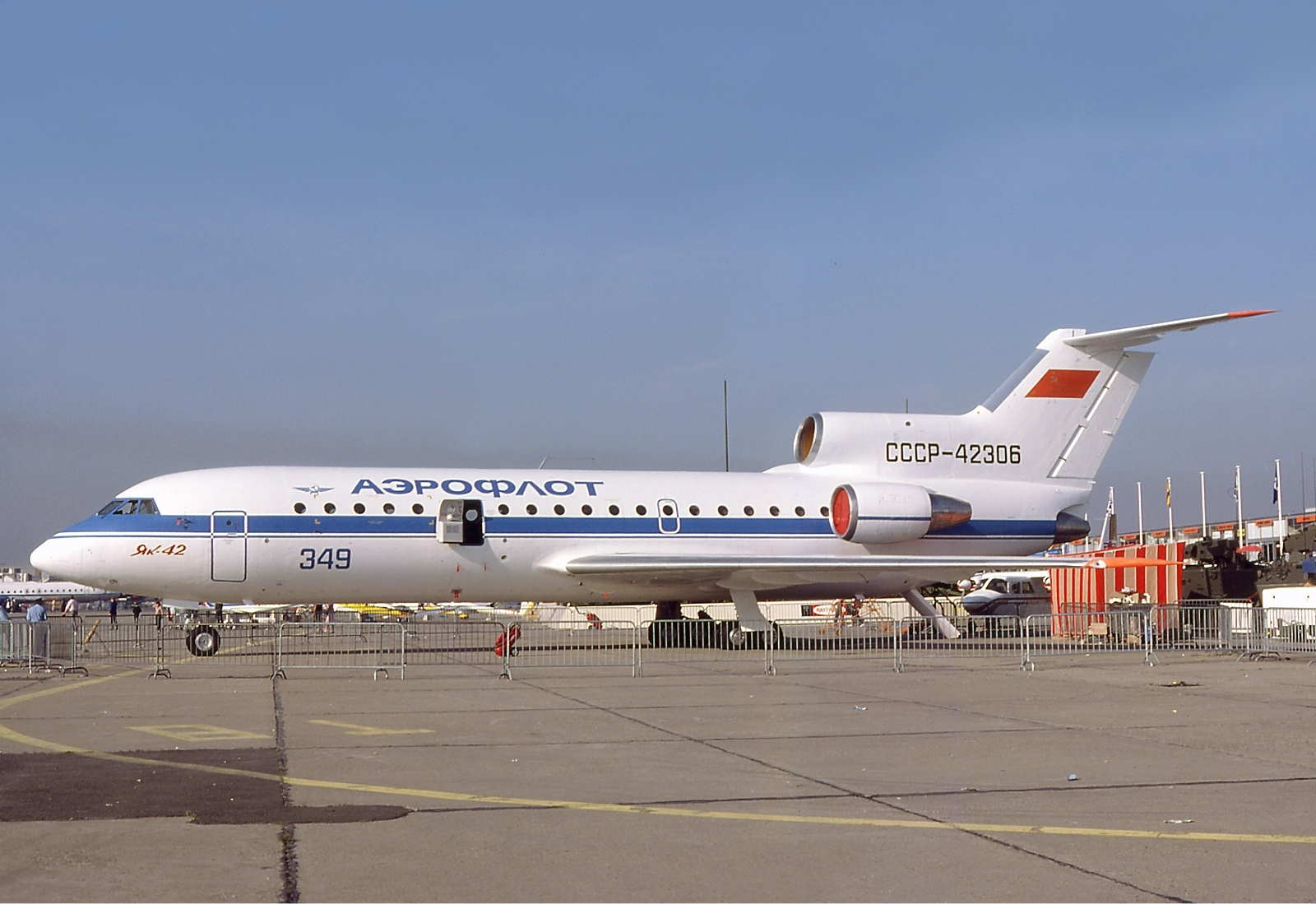
Sériový Jak-42 Aeroflotu (CCCP-42306), pařížský aerosalon 1981

Po menším Jak-40 to byl pro smolenskou konstrukční kancelář teprve druhý návrh dopravního letadla. Letoun využil zcela nový dvouproudový motor Lotarjov D-36 s velkým obtokovým poměrem 5,34:1, mající oproti jiným sovětským motorům té doby velmi nízkou spotřebou paliva i příznivé emisní a hlukové parametry. O jeho kvalitě svědčí i to, že jeho pokračovatel Ivčenko D-436 je po roce 2010 osazován do nově vyvinutých letounů Antonov An-148. Letoun byl vybaven na svou dobu pokročilou avionikou, autopilotem udržujícím letovou hladinu s přesností 10 m, a jako jeho předchůdce byl schopen přistávat a vzlétat z nezpevněných ranvejí. Letoun si zachoval nezvykle nízkou přistávací rychlost pod 210 km/h, takže pro brzdění na krátkých drahách nebyl třeba obraceč tahu (Jak-40 ho měl na prostředním motoru, ale u většího Jaku-42 by znamenal neefektivní zátěž). Určitou slabostí byla omezená maximální vzletová hmotnost, takže při plném obsazení nebylo možné naplnit palivové nádrže na plnou kapacitu a značně to omezovalo dolet. To zčásti vyřešila modernizace pod označením Jak-42D (daľnij – dálkový), kde byla díky posílení konstrukce vzletová hmotnost zvýšena; vyráběla se od počátku 80. let, od roku 1988 výhradně, celkem zhruba 120 kusů. Dalšími slabšími stránkami jsou poněkud nižší rychlost i dostup, což však na krátkých letech nepřináší citelná omezení.

## Nehody a incidenty
V letech 1982–2011 došlo k osmi vážným haváriím Jaku-42 s celkem 570 ztrátami na životech.
| Datum        | Imatrikulace | Místo             | Oběti   | Popis |
| ------------ | ------------ | ----------------- | ------- | --- |
| 28. 6. 1982  | СССР-42529   | jižně od Mazyru   | 132/132 | Let Leningrad–Kyjev, kvůli mechanickému opotřebení chybně navrženého systému matice ovládající přes šroubovou tyč horizontální stabilizátor se stabilizátor uvolnil a neovladatelný letoun přešel do strmého klesání, načež se působením aerodynamických a setrvačných sil rozpadl. |
| 14. 9. 1990  | СССР-42351   | u letiště Kolcovo | 4/128   | Let Volgograd–Sverdlovsk, pilot při přistání nedodržel výšku a narazil do stromů 1,7 km před ranvejí |
| 31. 7. 1992  | B-2755       | Nanking           | 108/126 | Kvůli stabilizátoru nastavenému na přistání se neodlepil od země, přejel dráhu a narazil do zemního valu. |
| 21. 11. 1993 | RA-42390     | poblíž Ohridu     | 115/116 | Let Ženeva–Skopje, odkloněný kvůli sněžení. Při druhém pokusu o přiblížení chybně zatočil do úbočí hory. |
| 17. 12. 1997 | UR-42334     | Pierijské hory    | 70/70   | Let Oděsa–Soluň, nezkušená posádka ztratila orientaci a během "go-around" (okruh po nezdařeném přiblížení) narazila do hory. |
| 25. 12. 1999 | CU-T1285     | Bejuma            | 22/22   | Kubánský let Havana–Caracas kvůli záplavám odkloněný do Valencie. Během přistání narazil do hory. |
| 26. 5. 2003  | UR-42352     | poblíž Maçka      | 75/75   | Charter Biškek–Zaragoza s tankovacím mezipřistáním v Trabzonu vracející španělské vojáky ISAF z Afghánistánu. V husté mlze při třetím pokusu o přiblížení narazil do hory |
| 7. 9. 2011   | RA-42434     | letiště Tunošna   | 44/45   | Charter Jaroslavl–Minsk s hokejovým týmem Lokomotiv Jaroslavl vč. českých hráčů. Kvůli chybám nekvalifikovaných pilotů při vzletu, zejména neúmyslnému brzdění, se odlepil příliš pozdě, pomalu a ihned dopadl na zem.                                                              |

## Specifikace (Jak-42D)

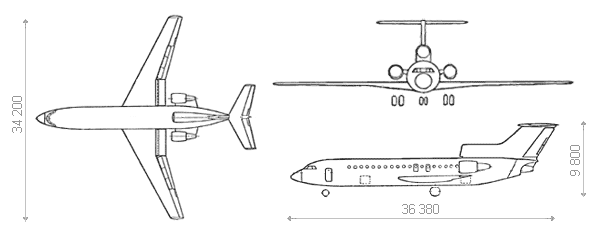
Třípohledový nákres

Údaje platí pro Jak-42D (rozměrově se nelišil od původní verze)[zdroj⁠?!]

### Technické údaje
- Posádka: 2 piloti + nepovinně palubní inženýr
- Kapacita: Do 120 cestujících (ale obvykle 8 v 1. třídě a 96 v ekonomické)
- Délka: 36,38 m
- Rozpětí: 34,88 m
- Výška: 9,83 m
- Nosná plocha: 150 m²
- Hmotnost (prázdný): 33 000 kg
- Maximální vzletová hmotnost: 57 500 kg (původní Jak-42: 54 tun)
- Maximální přistávací hmotnost: 51 000 kg
- Pohonná jednotka: 3× dvouproudový motor Lotarjov D-36, každý o tahu 63,75 kN

### Výkony
- Maximální rychlost: 810 km/h
- Cestovní rychlost: 740 km/h
- Dolet: 1700 km (původní Jak-42 s plným nákladem), 2790 km standardně (až 4 000 km prázdný)
- Dostup: 9 600 m